# Donald J. Kessler
Pour les articles homonymes, voir Kessler.
Donald J. Kessler est un astrophysicien américain né en 1940. Il a notamment étudié pour la National Aeronautics and Space Administration (NASA) les débris spatiaux. Il a donné son nom au syndrome de Kessler, un scénario qu'il a envisagé en 1978. L'astéroïde (11267) Donaldkessler est nommé d'après lui.